# Pedrafita do Cebreiro
Pedrafita do Cebreiro az Északnyugat-Spanyol Galicia Autonom Közösség (ProvinzLugo Autonomen Gemeinschaft Galicien) Lugo  tartományában található, 1 119 fő(2015) lakosú település(csoport) (município). A településcsoport fő települése Pedrafita do Cebreiro Lugó tartományi székhelytől keletre, mintegy 70 km-re , illetve az északnyugati oldalon Santiago de Compostela zarándokhelytől mintegy 144 km-re található. Galicia és Kasztilia-León határának közelében mintegy 1100-1350 tszf. magasságban feksszik. A településcsoport további tagjai: O Cebreiro, Fonfría, Hospital da Condesa, Liñares, Lousada Pacios, Padornelo, Pedrafita do Cebreiro, Riocereixa, Veiga de Forcas, Zanfoga, Louzarela.

## Népesség
A település népessége az elmúlt években az alábbi módon változott:
| Lakosok száma | 1585 | 1486 | 1368 | 1298 | 1199 | 1155 | 1070 | 1001 | 936  | 898  |
|               | 2001 | 2004 | 2007 | 2009 | 2012 | 2014 | 2017 | 2019 | 2022 | 2024 |

. A népességszám-változás körülményei alapvetően az agrárgazdaságban is meghonosodott gépesítés eleve kisebb élőerő-szükségletéből származik.

## Gazdasága
Pedrafita do Cebreiro évszázadok óta a tájegység kis települések és szálláshelyek együttese, a stratégiai és kalmárkereskedelmi jelentőségű Cebreiro-hágó-nál jött létre, a kasztília-leoni forró-száraz  mezeta-fennsík és az alapjában hegyvidéki jellegű, esős-viharos galiciai vidék találkozásánál. A vidék lakossága jellemzően és alapvetően önálló mezőgazdaságból él, azon belül egyforma mértékben szántóföldi földművesként és állattenyésztéssel foglalkozóként (tej, sajt). A spanyolországi Camino de Santiago-hoz kapcsolódó földrajzi fekvéséből adódóan a helyi gazdaságban és a lakosság életében is egyre fontosabb szerepet játszik a zarándok-turizmus kiszolgálása.

## Közlekedése

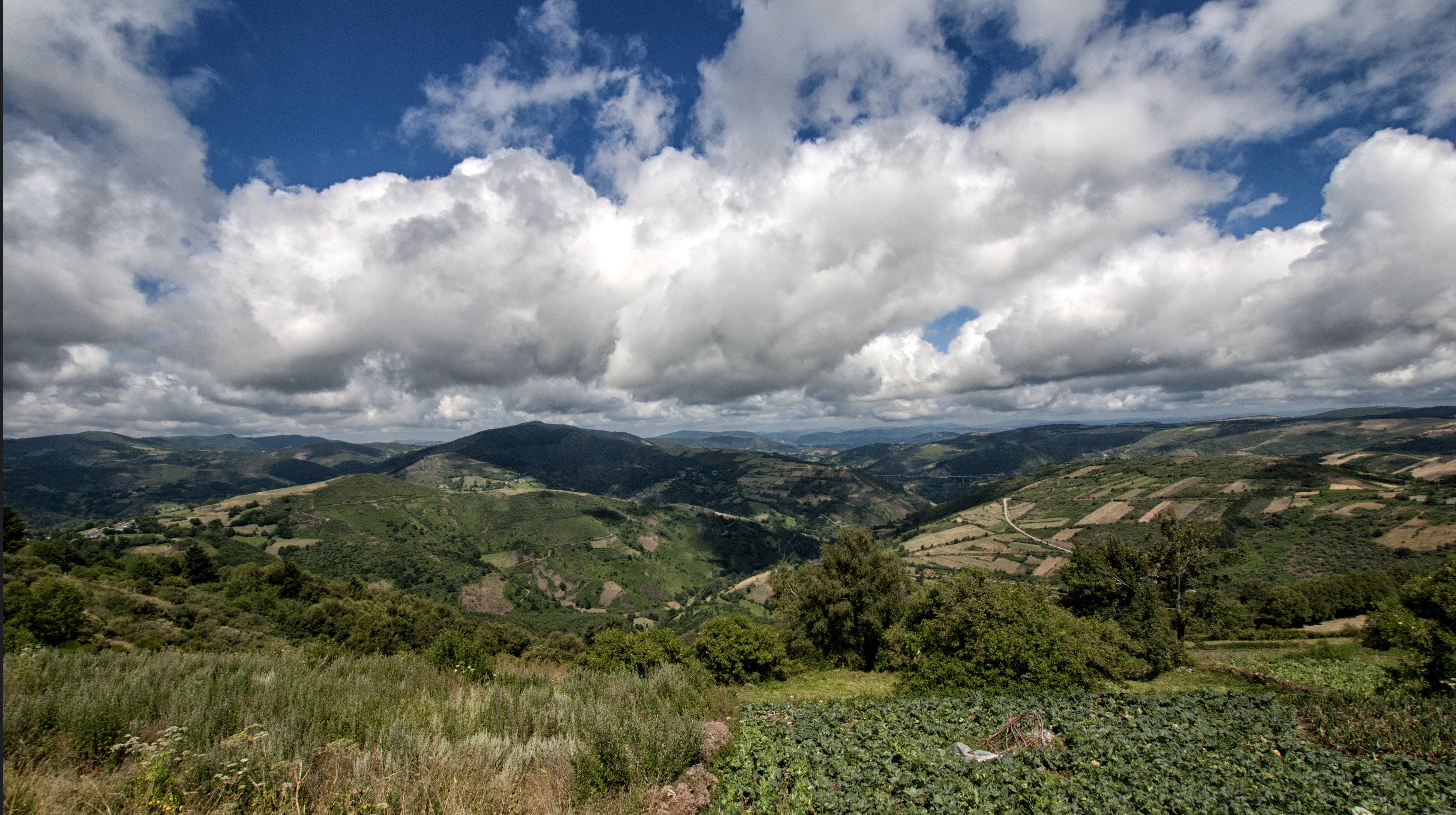
A Cebreiro-hágó környéke

A Cebreiro-hágón át haladó út létezéséről az antik idők óta tudunk. Ez az út biztosított kapcsolatot Triacastela és Astorga (Asturica Augusta) között. A 9. században kialakult Jakab-zarándoklat aztán a 11. 12. században  meghoztaennek az útnak a virágkorát. 836-ban az aszturiai II.Alfonz alapította meg az O Cebreiroi zarándok-kórházat. 650 évvel később (1486), a Katolikus Királyok: Izabella és Ferdinánd compostelai zarándokútjuk során itt, O Cebreiroban szálltak meg.
Alto do Poio-hágó: A Pontferrada felől Lugo város felé haladó N-VI sz. országos közútról, illetve a vele párhuzamosan haladó A6-os autópályáról Pedrafita do Cebreiro településnél leváló - főleg gyalogosforgalmú, a tulajdonképpeni zarándokút halad át az 1337 méteres tszf. magasságban levő hágón, érinti a hajdani zarándokkórházat (Hospital) és továbbhalad Triacastela, Sarria, Melide, Burres érintésével Santiago felé.

## Képgaléria

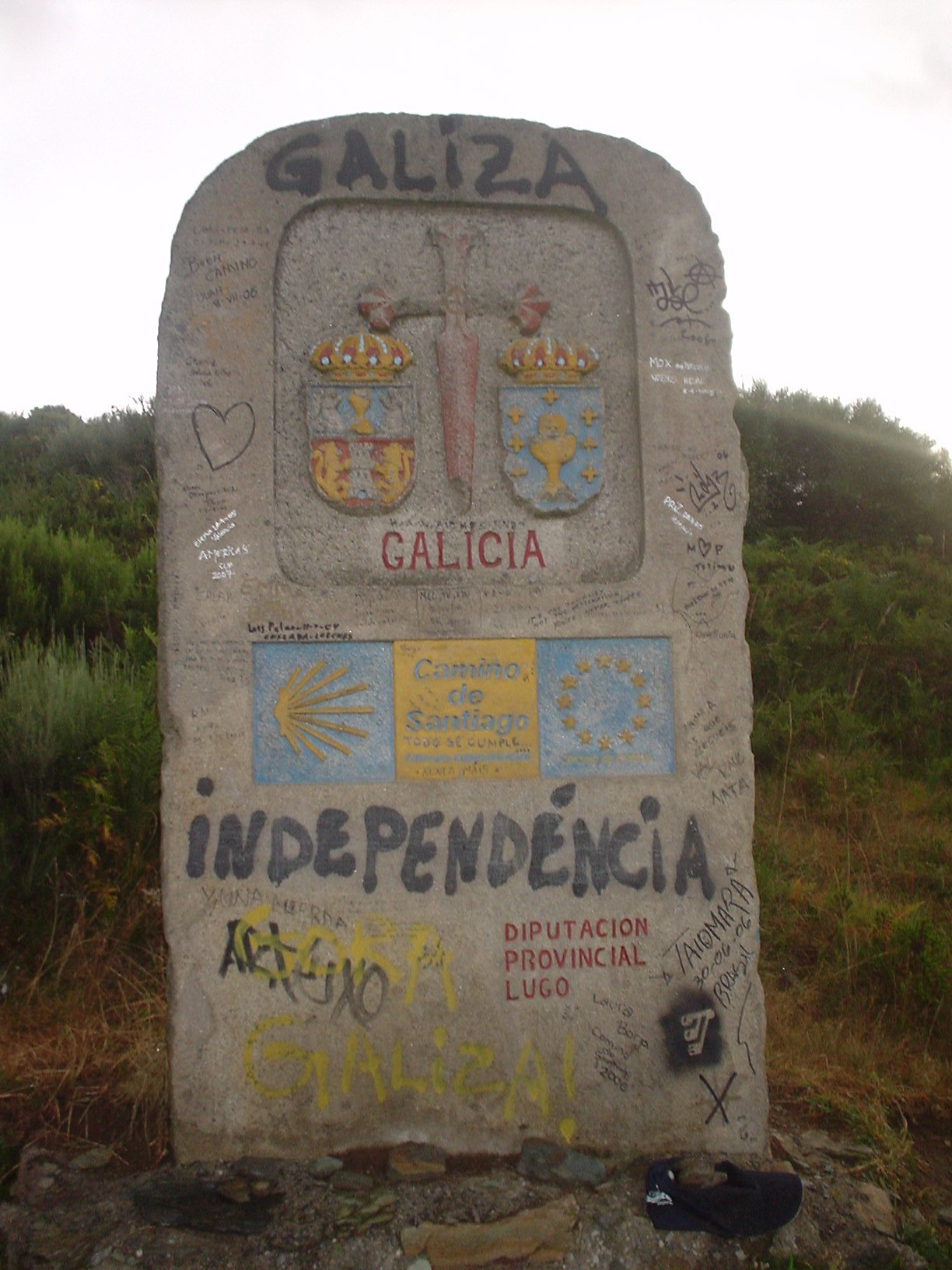
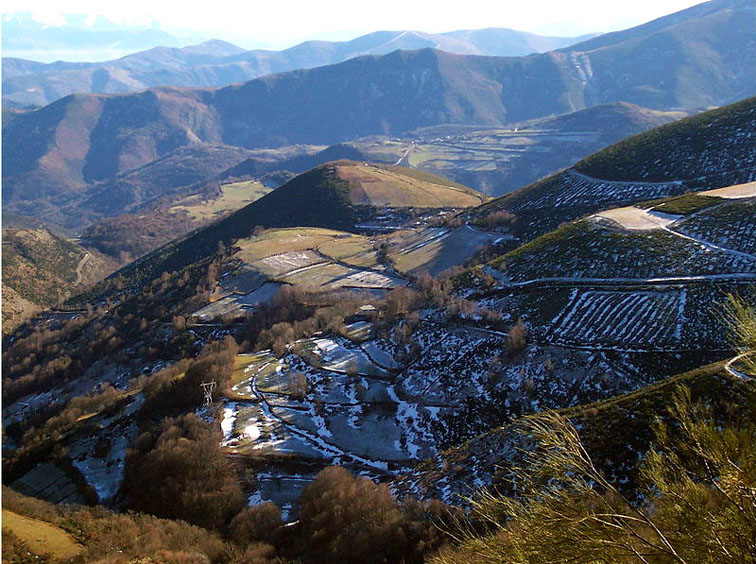
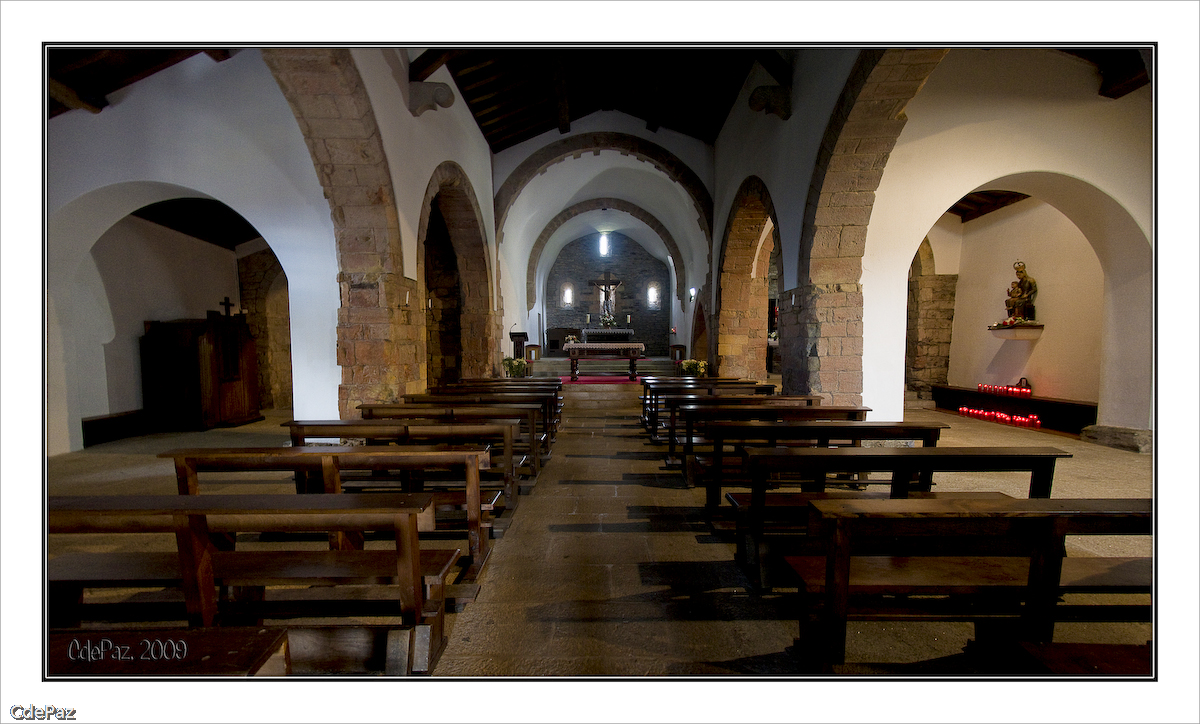
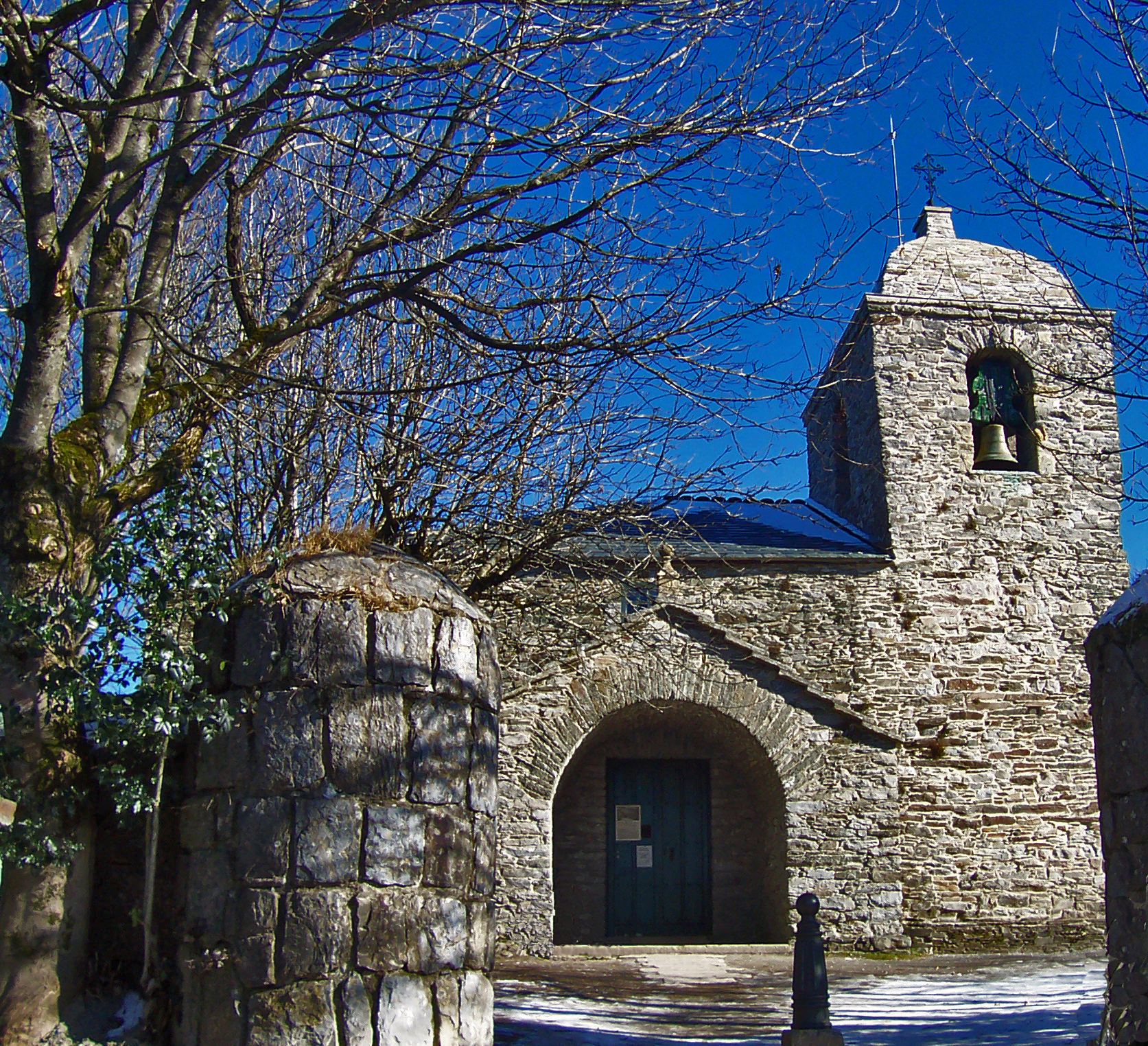
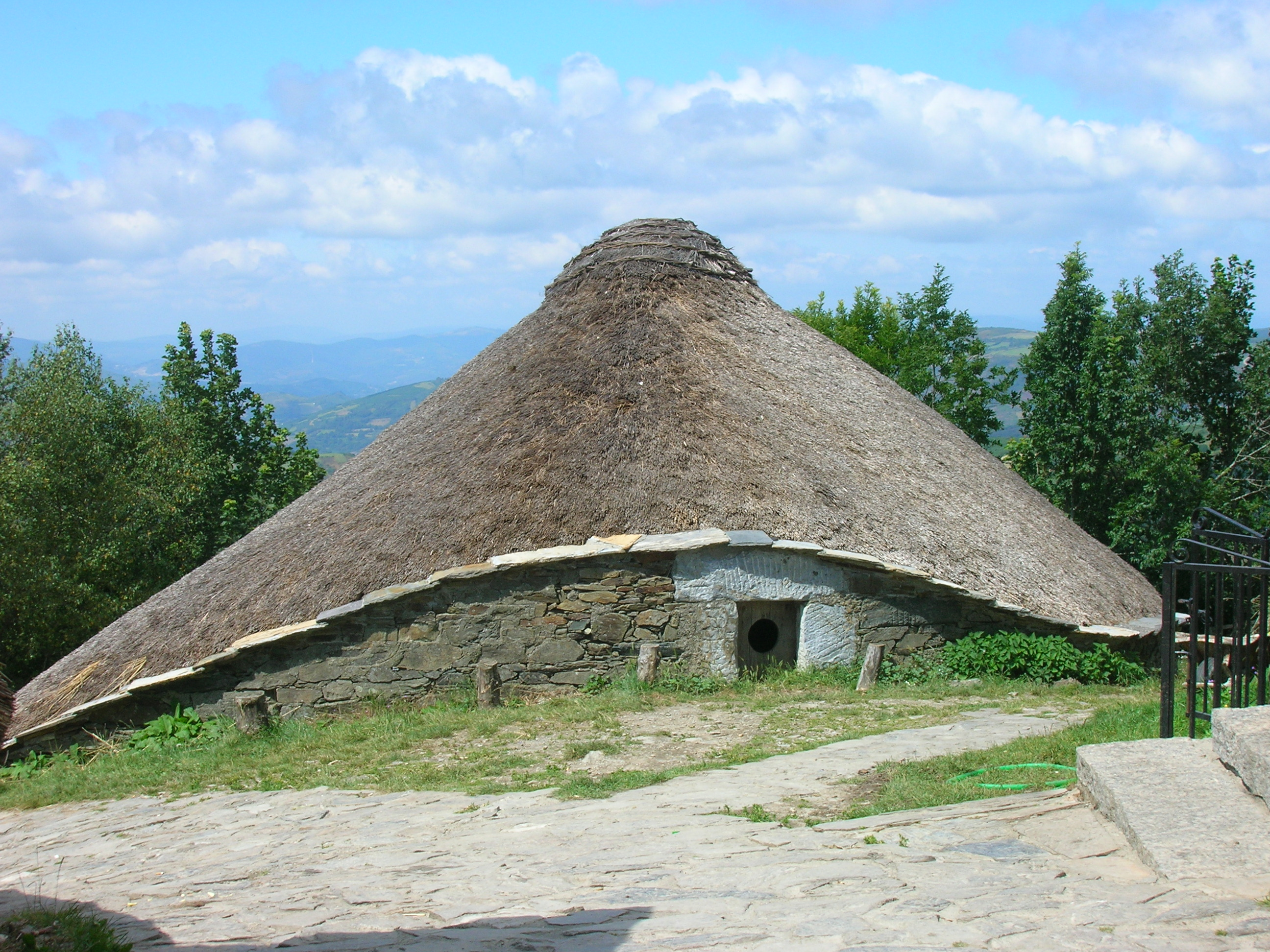
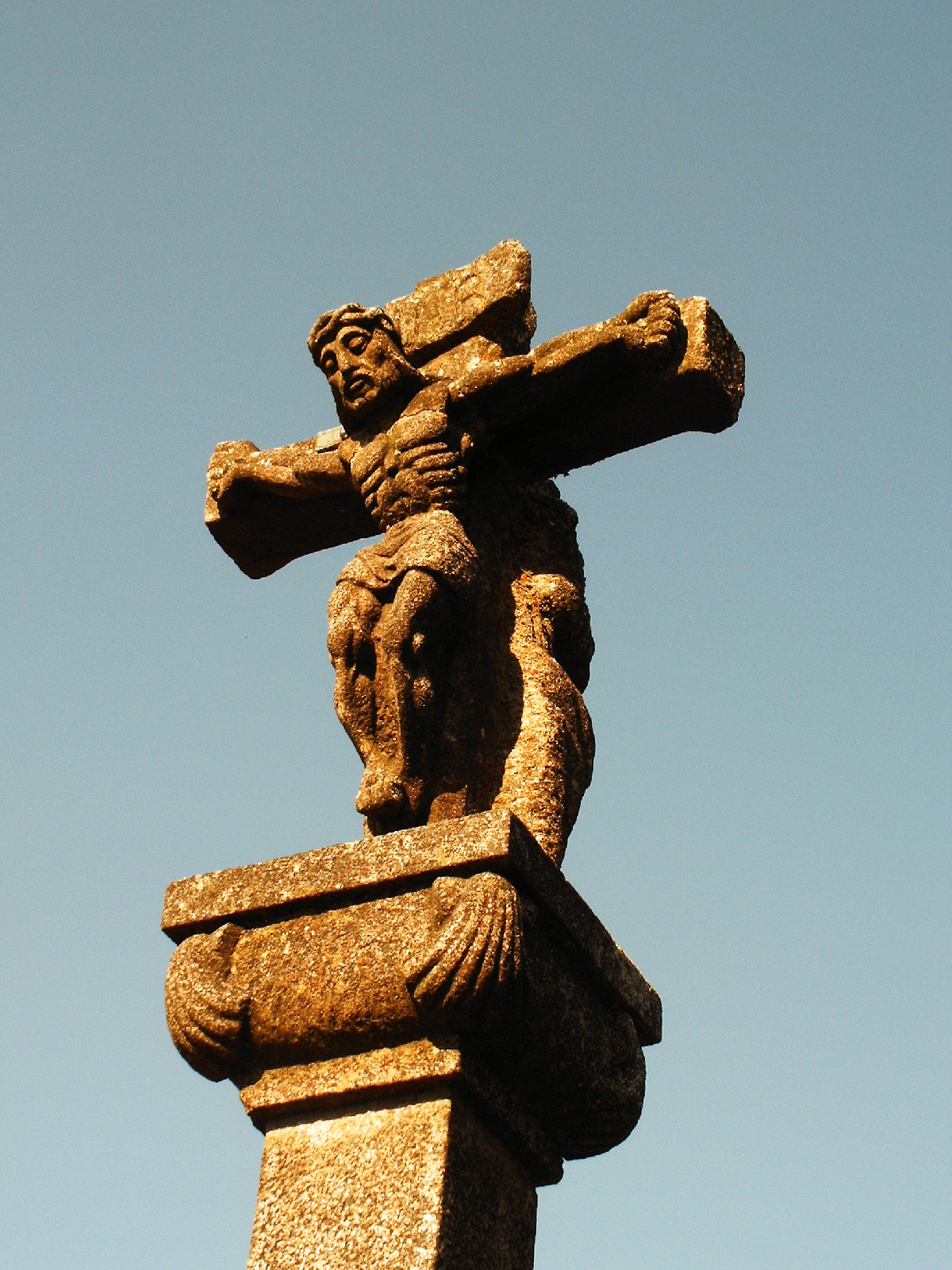